# Saitō Makoto

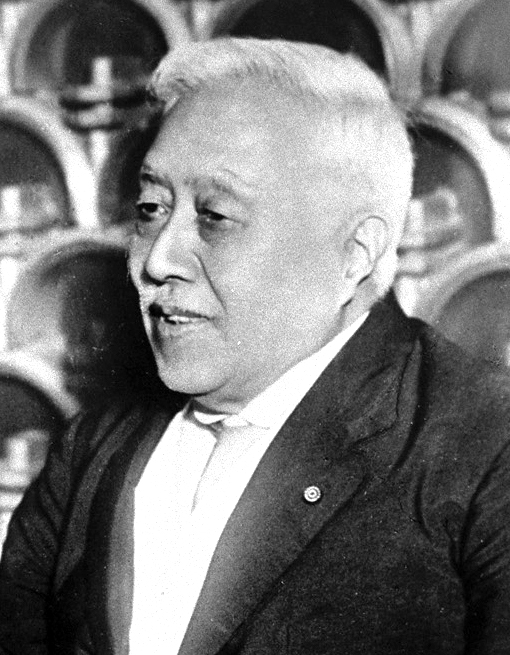
Saitō Makoto

Shishaku Saitō Makoto (japanisch 斎藤 実; * 13. November 1858 in Lehen Mizusawa, Provinz Mutsu (heute: Ōshū, Präfektur Iwate), Japan; † 26. Februar 1936 in Yotsuya, Tokio) war ein japanischer Admiral, Politiker und 30. Premierminister Japans.

## Biografie

### Marineminister und Generalgouverneur Koreas
Saitō trat 1873 in die Kaiserlich Japanische Marine ein und war 1879 Absolvent der Marineakademie. 1884 begab er sich zu einem weiteren Studium in die USA, wo er in der Folgezeit auch einige Jahre Marineattaché an der Gesandtschaft in Washington, D.C. war. 1897 wurde er zunächst zum Fregattenkapitän und noch im gleichen Jahr zum Kapitän zur See befördert. 1898 erfolgte seine Ernennung zum Vizemarineminister sowie 1900 zum Konteradmiral. Während des Russisch-Japanischen Krieges von Februar 1904 bis September 1905 war er auch als Kommandeur tätig und wurde 1904 zum Vizeadmiral befördert.
Im Januar 1906 wurde er von Premierminister Saionji Kimmochi zum Marineminister in dessen Regierung berufen und behielt dieses Amt auch in den nachfolgenden Regierungen von Katsura Tarō und Yamamoto Gonnohyōe bis 1914. 1907 wurde er als Baron in den Adelsstand (jap. Kazoku) erhoben. 1912 erfolgte seine Beförderung zum Admiral. Im März 1914 wurde er wegen des Siemens-Skandals zusammen mit seinem Nachfolger als Marineminister, Premierminister Yamamoto Gonnohyōe, degradiert. Yamamoto trat auf Grund des Siemens-Skandals zurück. Ihm und seiner Regierung war vorgeworfen worden, von Siemens bestochen worden zu sein, um die Beschaffung von Ausrüstung für Marineschiffe zu beeinflussen. Allerdings war Yamamoto unschuldig und übernahm nur die Verantwortung für seine Untergebenen. 
Im August 1919 wurde er zum Generalgouverneur von Korea ernannt. Zu Beginn seiner dortigen Tätigkeit schlug ihm Feindseligkeit entgegen und mehrere Anschläge auf sein Leben wurden verübt, allerdings gelang es ihm durch seine versöhnliche Amtsführung Respekt zu gewinnen. So sprach er sich während seiner Amtszeit für den Schutz koreanischer Kultur und Sitten aus und der Wohlfahrt und wollte dem Glück der Einwohner Chōsens dienen. Zum anderen bestimmte Japan die Provinz während seiner Amtszeit als Generalgouverneur Chōsen  zum Reisanbaugebiet, um die durch die einseitige Industrialisierung gefährdete Versorgung mit Reis zu sichern. 1925 erfolgte seine Ernennung zum Vizegraf (Shishaku). 1927 wurde er zum Leiter der japanischen Delegation zur Vorbereitung der Genfer Abrüstungskonferenz berufen. Nach seiner Rückkehr trat er von seinem Amt als Generalgouverneur von Korea zurück und wurde stattdessen Berater von Tennō Hirohito.
1929 wurde er erneut Generalgouverneur von Korea und behielt dieses Amt bis zu seinem Rücktritt 1931.

### Premierminister und Ermordung
Nach der Ermordung von Inukai Tsuyoshi am 15. Mai 1932 und einer Übergangsregierung unter Finanzminister Takahashi Korekiyo wurde er von Kaiser Hirohito am 26. Mai 1932 als Premierminister mit der Bildung einer neuen Regierung beauftragt.
Nach dem Putschversuch am 15. Mai 1932 begann mit dem Kabinett von Saitō Makoto die Zeit der „Kabinette der nationalen Einheit“ (kyokoku itchi naikaku), die das Ende der Parteienherrschaft markierten. Die bürgerlichen Parteien Seiyūkai und Minseitō reagierten auf den Machtverlust, indem sie selbst eine aggressivere Außenpolitik forderten und zu Kompromissen mit dem Militär bereit waren.
In der Funktion als Premierminister unternahm er die umstrittene Anerkennung des von Japan kontrollierten Staates Mandschukuo und widerrief am 27. März 1933 die Mitgliedschaft Japans beim Völkerbund nach einer missbilligenden Erklärung des Völkerbundes vom 16. Februar 1933 wegen des japanischen Angriffs auf Shanghai und der anschließenden Besetzung der Provinz Jehol.
Auf der anderen Seite erließ er zur Entrüstung der Reaktionäre eine Kürzung des Heeresbudgets um ein Drittel. Zeitweise war er 1932 auch Außenminister. Am 8. Juli 1934 musste er als Premierminister zusammen mit seinem Kabinett wegen des Teijin-Skandals, eines Finanzskandals, zurücktreten.
Am 26. Februar 1935 wurde er zum Lordsiegelbewahrer (Naidaijin) während der Regierungszeit von Premierminister Okada Keisuke ernannt. Als solcher wurde er beim Putschversuch vom 26. Februar 1936 von einer Gruppe junger Offiziere zusammen mit Finanzminister Takahashi Korekiyo ermordet.